# Implicazioni ambientali della nanotecnologia
Le implicazioni ambientali in nanotecnologia sono i possibili effetti che l'uso di apparecchiature e materiali nanotecnologici avranno sull'ambiente. Poiché la nanotecnologia è un settore emergente, vi è grande dibattito in merito a quale grado industriale e commerciale i nanomateriali influenzeranno organismi ed ecosistemi.
Le implicazioni ambientali in nanotecnologia possono essere suddivisi in due aspetti: il potenziale per le innovazioni nanotecnologiche al fine di contribuire a migliorare l'ambiente, e il tipo eventualmente insolito di inquinamento che i materiali nanotecnologici potrebbero causare, se rilasciati nell'ambiente.

## Nanoinquinamento

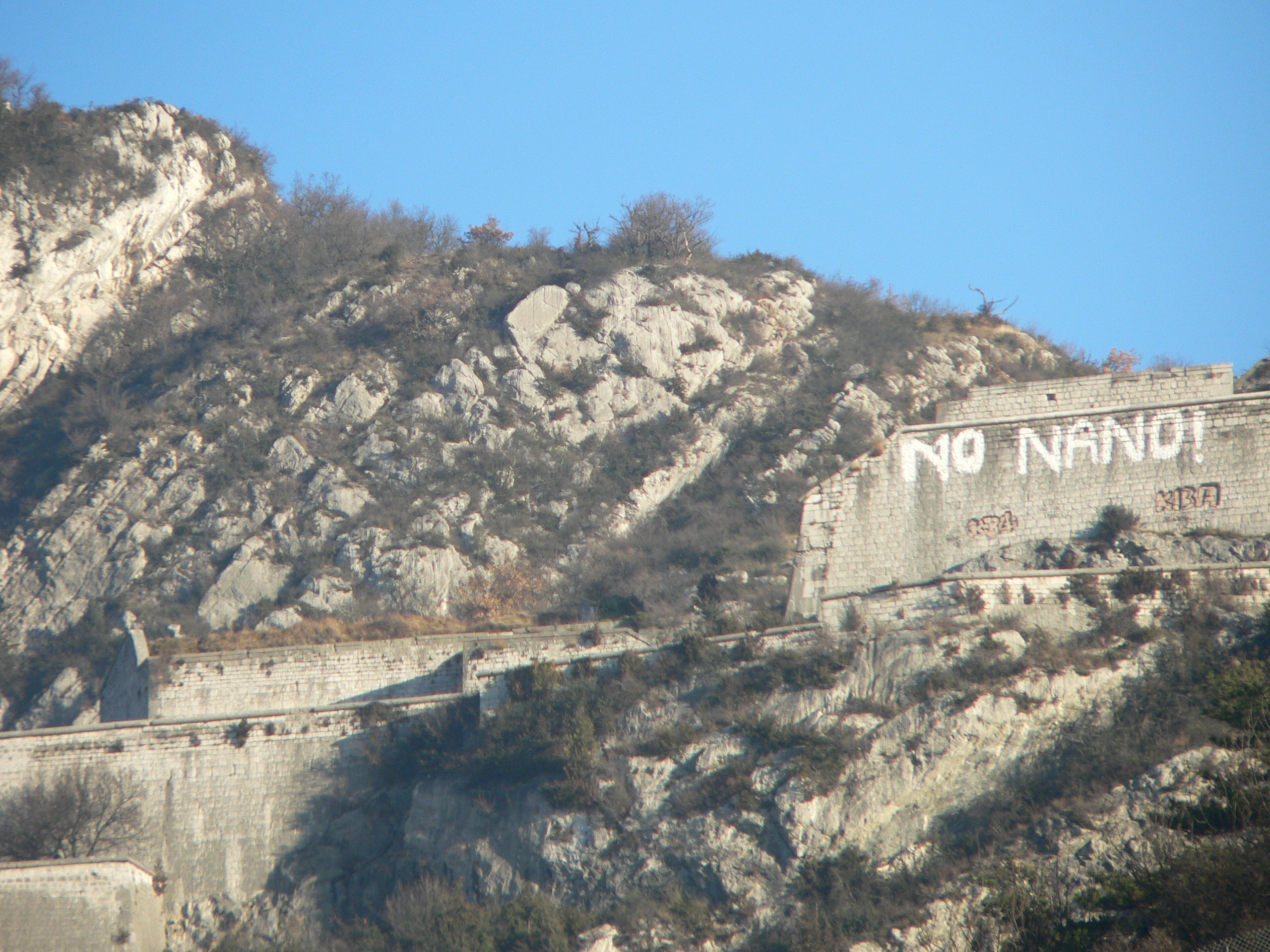
Dei gruppi che si oppongono all'installazione di laboratori di nanotecnologia a Grenoble, Francia, con bombolette spay hanno esternato la loro disapprovazione sopra la parete di una precedente piazzaforte sovrastante la città

Il termine nano-inquinamento è genericamente riferito a tutti i rifiuti generati da nanodispositivi o durante il processo di lavorazione di nanomateriali. Questi tipi di rifiuti possono essere molto pericolosi a causa della loro grandezza; possono fluttuare nell'aria e penetrare così facilmente cellule di piante e animali causando effetti sconosciuti. La maggior parte delle nanoparticelle prodotte dall'uomo non appaiono in natura, perciò gli organismi viventi non possiedono mezzi appropriati per trattare nano-rifiuti. Sembra che si appresti per la nanotecnologia una grande sfida  sul come trattare i suoi nanoinquinanti e suoi nanorifiuti.
La valutazione ambientale è giustificata in quanto le nanoparticelle presentano insoliti (nuovi) impatti ambientali. Sul nano-inquinamento Scrinis argomenta che non sia attualmente possibile “prevedere o controllare con precisione gli impatti ecologici dovuti al rilascio di questi nano-prodotti nell'ambiente”. Gli Impatti ecotossicologici delle nanoparticelle e il potenziale di bioaccumulo in piante e microrganismi restano in fase di ricerca. La capacità delle nanoparticelle di funzionare come un mezzo di trasporto solleva inoltre preoccupazioni in merito al trasporto di metalli pesanti e altri contaminanti ambientali. Una relazione nel maggio del 2007 pervenuta al Ministero britannico per l'Ambiente, Alimentazione e Affari Rurali (UK Department for Environment, Food and Rural Affairs) sollevava preoccupazioni circa gli effetti tossicologici delle nanoparticelle in relazione sia al pericolo che all'esposizione. La relazione raccomanda una completa analisi tossicologica e test riguardo alle proprietà indipendenti degli additivi per carburanti.
Non esistono dati sufficienti per sapere con certezza se le nanoparticelle potrebbero avere effetti indesiderati sull'ambiente. Due considerazioni sono rilevanti:

   1) Le nanoparticelle allo stato libero possono essere rilasciate nell'aria o nell'acqua durante la produzione (o incidenti di produzione) o come sottoprodotto (rifiuto), finendo per accumularsi nel suolo, nell'acqua o nei vegetali.

   2) Le nanoparticelle allo stato fisso, essendo parte di una sostanza fabbricata o prodotto, dovranno alla fine essere riciclate o smaltite come rifiuti. Non si sa ancora se certe nanoparticelle costituiscano una classe completamente nuova di inquinanti non-biodegradabili. Nel caso in cui lo siano, non si saprebbe come rimuoverli dall'aria o dall'acqua, perché la maggior parte dei filtri tradizionali non sono adatti a tali mansioni (essendo i loro pori troppo grandi per catturare le nanoparticelle).
Dei 710 milioni di dollari spesi nel 2002 dal governo degli Stati Uniti sulla ricerca in nanotecnologia, solo 500000 $ vennero spesi per le valutazioni di impatto ambientale. I rischi identificati da Uskokovic (2007) comprendono: nanorobot auto-replicanti in modo aggressivo o attraverso una lenta e crescente supremazia, cancellando l'intera biosfera, destabilizzando inoltre la diversità della biosfera già in via di estinzione o ampliando il divario esistente tra ricchi e poveri.
Sono state sollevate preoccupazioni riguardo alla tecnologia Silver Nano utilizzata dalla Samsung in una serie di elettrodomestici come lavatrici e depuratori d'aria.

### La responsabilità del ciclo di vita
Nel prendere adeguatamente in considerazione i rischi per la salute creati dalle nanoparticelle di sintesi, deve essere valutato il loro intero ciclo di vita, compresa la loro fabbricazione, lo stoccaggio e la distribuzione, l'applicazione e il potenziale abuso, e lo smaltimento. L'impatto sull'Uomo o sull'ambiente può variare in base alle diverse fasi del loro ciclo di vita.
La relazione della Royal Society ha individuato un rischio riguardante le nanoparticelle e i nanotubi rilasciati durante lo smaltimento, la distruzione e il riciclaggio, e ha raccomandato che “i fabbricanti di prodotti che rientrano sotto le forme estese di responsabilità del produttore, come le procedure pubbliche di regolamentazione di fine-vita (del prodotto), indichino le modalità in cui questi materiali verranno trattati per ridurre al minimo possibile l'esposizione dell'uomo e dell'ambiente” (p.xiii). Onde affrontare le sfide che garantiscano una regolazione del ciclo di vita responsabile, l'"Institute for Food and Agricultural Standards" ha proposto che le regolamentazioni per la ricerca e lo sviluppo sulla nanotecnologia dovrebbero essere integrate attraverso norme che riguardano consumatori, lavoratori e ambiente, proponendo inoltre che le ONG e altri gruppi di cittadini giochino un ruolo significativo nello sviluppo di tali norme.

## Benefici ambientali dalla nanotecnologia

### Energia
La nanotecnologia potrebbe avere potenzialmente un grande impatto sulla produzione di energia pulita. La ricerca in corso riguarda l'uso di nanomateriali per scopi che includono celle solari più efficienti, pratiche celle a combustibile ed batterie eco-compatibili. I progetti più avanzati in nanotecnologia relativi ai settori dell'energia sono: stoccaggio, trasformazione, miglioramenti di fabbricazione riducendo la quantità di materiali e la durata del processo, favorendo il risparmio energetico (tramite un migliore isolamento termico, per esempio), e le fonti di energia rinnovabili potenziate.
Attualmente le celle solari disponibili sul mercato hanno un rendimento basso del 15-20%. Sono in corso ricerche riguardo alla possibilità di utilizzare nanofili (elettrici) e altri materiali nanostrutturati con la speranza di creare celle solari meno costose e più efficienti rispetto alle convenzionali celle solari planari al silicio. Si ritiene che questi dispositivi basati sulla nanoelettronica, consentiranno la realizzazione di celle solari più efficienti, e avrebbero inoltre il grande pregio di soddisfare le esigenze energetiche mondiali.
Un altro esempio di una forma di energia eco-compatibile è l'uso delle celle a combustibile alimentate a idrogeno. Probabilmente il materiale più importante nanostrutturato nelle celle a combustibile è il catalizzatore realizzato con carbonio e supportato da particelle di metallo nobile con un diametro di 1-5 nm. I materiali adatti per l'immagazzinamento di idrogeno contengono un gran numero di piccoli pori di dimensioni nanometriche.
La nanotecnologia può trovare applicazione anche nella realizzazione di batterie. A causa della densità relativamente bassa di energia delle batterie convenzionali, il tempo di funzionamento è limitato e perciò si rende necessaria la sostituzione o la ricarica, mentre il numero enorme di pile esaurite rappresenta un vero problema per il loro smaltimento. L'uso di nanomateriali rende possibili batterie con un contenuto energetico superiore o supercapacitori, con un più alto tasso di ricarica, che potrebbero essere utili per il problema del smaltimento delle batterie.

### Filtrazione dell'acqua e bonifica
Ci si deve aspettare una forte influenza della nanochimica nel trattamento delle acque reflue, nella depurazione dell'aria e nei dispositivi per l'immagazzinamento di energia.
Metodi meccanici o chimici possono essere utilizzati come efficaci tecniche di filtraggio. Una classe di tecniche di filtrazione è basata sull'uso di membrane con fori di dimensioni adeguate, per mezzo dei quali il liquido vi viene pressato attraverso. Le membrane nanoporose sono adatte per la filtrazione meccanica con pori estremamente piccoli, inferiori ai 10 nm ( "nanofiltrazione") e possono essere composte di nanotubi. La nanofiltrazione è principalmente usata per la rimozione di ioni o la separazione di fluidi diversi.
Le nanoparticelle magnetiche offrono un efficace e affidabile metodo per rimuovere i metalli pesanti contaminanti dalle acque di scarico, facendo uso di tecniche di separazione magnetica. Utilizzando particelle nanometriche aumenta l'efficienza di assorbimento degli inquinanti, con un costo relativamente basso rispetto ai metodi tradizionali di filtrazione e precipitazione.
Alcune apparecchiature per il trattamento dell'acqua che utilizzano la nanotecnologia sono già sul mercato, mentre altre sono in fase di sviluppo. Un recente studio ha stabilito che i metodi a basso costo che utilizzano membrane di separazione nanostrutturate si sono dimostrati efficaci nel produrre acqua potabile.
Le nanoparticelle di ferro hanno anche dimostrato di essere dei potenziali agenti disintossicanti per la pulizia dei contaminanti ambientali sparsi in siti dismessi.